# Spermatocyt

Zárodečný epitel (1- bazální membrána, 2-spermatogonium,3- spermatocyt I.řádu,4- spermatocyt II. řádu, 5- spermatida, 7-Sertoliho buňky, 8-tight junction)

Spermatocyty jsou poslední generací buněk, která vzniká během dělení spermatogonií. V průběhu meiózy prochází spermatocyt dvojím následným dělením, které má za následek snížení počtu chromozomů i množství DNA v buňce na polovinu a vznik spermatid, a spermiogenezi. Při spermiogenezi procházejí spermatidy složitým procesem cytodiferenciace, která končí zralou spermií.

## Popis

### Spermatocyty I. řádu

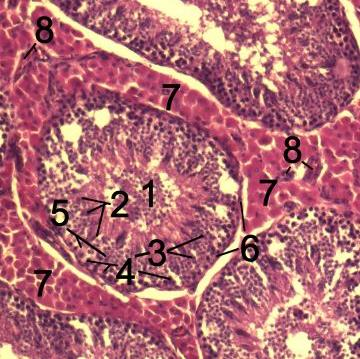
Histologický snímek epitelu varlat (1-lumen,2-spermatidy,3-spermatocyty,4-spermatogonium,5-Sertoliho buňky, 6-miofibroblasty,7-Leydigovy buňky)

Spermatocyty I. řádu, nazývané i primární spermatocyty, můžeme najít ve vrstvě nad spermatogoniemi. Tyto buňky jsou největšími buňkami, které jsou v semenném epitelu. Brzy po svém vzniku vstupují spermatocyty I. řádu do profáze prvního redukčního dělení. Tímhle krokem je zahájena meióza. V tuto chvíli obsahuje primární spermatocyt 46 (44 + XY) chromozomů a 4N DNA (N značí buď haploidní set chromozomů [23 u člověka], či množství DNA v tomto setu obsažené). Buňka prochází během profáze čtyřmi stádii: leptotenním, zygotenním, pachytenním, a diplotenním. Dospívá až do stadia diakineze, ústící v separaci chromozomů. Profáze I. zracího dělení je dlouhá, trvá 22 dní. V semenném epitelu proto nacházíme četné spermatocyty I. řádu. V těchto stadiích meiózy dochází k překřižování ramének chromozomů (tzv. crossing-over). Poté vstupuje buňka do metafáze a v následující anafázi putují chromozomy k protilehlým pólům. Jádra spermatocytů I. řádu jsou charakterizovaná přítomností chromozomů v různých fázích spiralizace.

### Spermatocyty II. řádu

Meióza

Spermatocyty II. řádu, nebo také i sekundární spermatocyty, obsahují pouze haploidní počet chromozomů 23  (22 + X nebo 22+ Y). Toto omezení jejich počtu (z 46 na 23) je doprovázeno snížením množství DNA v buňce (z 4N na 2N). Sekundární spermatocyty obsahují sférické jádro bez jadérek a mají cytoplazmu bohatou na ribozomy. Jsou uloženy ve 2-3 vrstvách v blízkosti lumen semenotvorného kanálku. Spermatocyty II. řádu zastihneme v řezech jen zřídka, protože jsou to buňky existující jen krátce, které zůstávají v interfázi jen malou chvíli a pak rychle vstupují do druhého meiotického dělení. Tímto dělením z nich vznikají spermatidy. Spermatidy jsou buňky, které obsahují 23 chromozomů. Vzhledem k tomu, že mezi prvým a druhým meiotickým dělením neprobíhá žádná S-fáze (syntéza DNA), je množství DNA v buňce zredukované na polovinu, čím vznikají haploidní (1N) elementy. Můžeme tedy říct, že výsledkem celého meiotického procesu jsou tedy buňky s haploidním množstvím chromozomů. S oplozením se pak navracejí k normálnímu diploidnímu počtu. Meióza tedy zaručuje svou redukční povahou konstantní (fixní) počet chromozomů každého živočišného druhu.